# Хейли, Винс
Винс Хейли (англ. Vince Haley; род. в 1966 или 1967 году) — американский спичрайтер и политический советник. Он назначен директором Совета по внутренней политике, который должен вступить в должность в январе 2025 года в рамках второго кабинета Дональда Трампа.

## Биография

### Ранняя жизнь
Хейли родился в 1966 или 1967 году в Виргинии, он был младшим из 11 детей; у него есть сестра-близнец. Он учился в Колледже Вильгельма и Мэри, где получил степень бакалавра, а позже получил юридическую степень и степень магистра в Университете Вирджинии, а также степень магистра права в Колледже Европы. Он живёт в округе Хенрико, штат Вирджиния, и женат, у него трое детей от его жены Бетани.

### Карьера
После получения образования Хейли занимался юридической практикой в Нью-Йорке и Сан-Франциско. Он оставил юриспруденцию, чтобы заняться политикой после террористических актов 11 сентября 2001 года. Он тесно сотрудничал более десяти лет с бывшим спикером Палаты представителей Ньютом Гингричем. Он занимал должность вице-президента по политике в организации Gingrich’s American Solutions, а также работал директором по исследованиям в American Enterprise Institute и исследователем в Национальном республиканском сенаторском комитете.
Хейли был соавтором нескольких книг с Гингричем, а также работал над его документальным фильмом «Рональд Рейган: Рандеву с судьбой», выступая в качестве ассоциированного продюсера. Когда Гингрич баллотировался на пост президента в 2012 году, Хейли был менеджером его кампании. Хейли также занимал должность вице-президента по специальным проектам в медиакомпании Gingrich Productions.
Хейли баллотировался в Сенат Вирджинии в 2015 году, чтобы сменить уходящего на пенсию республиканца Уолтера Стоша. Он потерпел поражение на республиканских праймериз от Шивон Даннавант, получив 22 % голосов. В 2016 году он работал в президентской кампании Дональда Трампа. После победы Трампа на выборах Хейли был назначен в его политическую команду Белого дома, работая под руководством старшего советника Стивена Миллера в роли советника по политике, стратегии и написанию речей. Хейли и Росс Уортингтон были двумя главными спичрайтерами Трампа во время его президентства, включая разработку обращений Трампа к Конгрессу о положении страны.
Хейли и Уортингтон оставались главными спичрайтерами Трампа к 2024 году, работая над его президентской кампанией 2024 года. После победы Трампа на выборах 2024 года Хейли был назначен директором Совета по внутренней политике США, должность, которая «контролирует разработку и реализацию внутренней политики президента во всем федеральном правительстве». В пресс-релизе Трамп описал Хейли как «очень хорошо образованного и [имеющего] блестящий ум для политики, которая работает для американского народа».